# Малий Ломбенур
Малий Ломбену́р (рос. Малый Ломбенур, марій. Изи Ломбенур) — присілок у складі Кілемарського району Марій Ел, Росія. Входить до складу Кілемарського міського поселення.

## Населення
Населення — 3 особи (2010; 5 у 2002).
Національний склад (станом на 2002 рік):
- марі — 100 %